# Paul Bernardo
Paul Kenneth Bernardo (Scarborough, 27 de agosto de 1964) é um serial killer e estuprador canadense. Em 1993 cometeu aproximadamente vinte e sete estupros solitariamente e mais três em parceria com sua ex-esposa Karla Homolka. Estes três com sua ex-esposa, foram seguidos de homicidio. 
A maioria de suas vítimas eram mulheres jovens a quem ele perseguia depois de saírem de ônibus tarde da noite. Porém, o que mais chocou no caso foi que os ataques foram filmados, o que posteriormente ajudou na solução do caso.
Paul confessou haver praticado quinze estupros (embora se acredite que este número seja maior). Condenado a prisão perpétua em 1 de setembro de 1995 por três homicídios, cumpre pena na Penitenciária de Kingston, em Ontário. Ele mais tarde mudaria seu nome para Paul Jason Teale, como forma de ressaltar sua admiração por assassinos em série. A imprensa do Canadá passou a chamar o casal assassino de Ken e Barbie, bonecos famosos.

## Biografia
Era filho de um pai abusivo e pedófilo, que havia estuprado a própria filha. No dia 17 de outubro de 1987, então com 23 anos de idade, ele conhece numa convenção em Scarborough a Karla Homolka, então com 17 anos, e começam a se relacionar. Em novembro de 1990, após muitos casos no que ficou conhecido como "Estuprador de Scarborough", ele foi um dos interrogados na investigação policial.
Na véspera de natal  de 1990 Paul e Karla seviciam e estupram a irmã dela, Tammy Lyn, de apenas 15 anos; a garota engasga e morre na mesma noite. Em janeiro do ano seguinte ele dá carona a uma adolescente em Saint Catharines e a mantém como sua escrava sexual e a leva para a casa dos Homolka, onde ela é estuprada; depois disso ele a abandona numa rua da cidade, e o caso nunca foi registrado.
No dia 1º de fevereiro de 1991 o casal aluga uma casa em Port Dalhousie; a 8 de junho daquele ano o casal pratica mais um estupro, contra uma adolescente chamada Jane Doe que, drogada, não tem ciência do ataque.
Em 15 de junho desse ano Paul captura Leslie Mahaffy, uma menina de 14 anos, no quintal da casa dela, em Burlington. Levada para a residência do casal, ela é mantida como escrava sexual por dois dias quando é morta e tem seus restos dispostos em concreto e jogados no Lago Gibson onde, no dia 29, partes de seu corpo são encontradas. O casal filmou os ataques e uma cena do vídeo que fizeram mostra Karla se maquiando para cometer estupro; o corpo de Lewsli foi encontrado por praticantes de canoagem no lago, no mesmo dia em que Paul se casava com Homolka. Passaram a lua-de-mel no Havaí, onde se suspeita que ele tenha praticado ao menos mais um estupro. No dia 10 de agosto desse ano voltam novamente a drogar Jane Doe mas, antes de praticarem o estupro, a menina começa a sufocar e sobrevive ao segundo ataque.
Outro crime registrado da dupla ocorreu em 16 de abril de 1992 quando Paul sequestrou outra garota, Kristen French, que foi estuprada e torturada por vários dias até a véspera da páscoa, quando foi morta, e o casal foi jantar na casa dos sogros. O corpo dela foi encontrado no dia 30 daquele mês, numa estrada vicinal de Burlington; a polícia o interroga sobre o crime e ele se gaba de ter se safado.
Após praticar abusos na esposa e cúmplice, Karla o deixou em  5 de janeiro de 1993; Paul bateu bastante na esposa e os pais dela a retiram à força da casa e levam-na para ficar com parentes em Brampton; ali é interrogada pela polícia no dia 9, mas ela não dá informações, vindo depois a narrar aos familiares toda a história e, no dia 11, junto ao advogado de Niagara Falls George Walker, ela dá início às negociações para incriminar o companheiro. Ela então fez um acordo com a promotoria, testemunhando contra o marido em troca de uma pena menor, inclusive pelo assassinato de sua irmã mais nova, de forma que ele foi finalmente detido.

## Prisão e julgamento
Preso no dia 17 de fevereiro de 1993, Bernardo não tem ainda acusações formadas contra si, e a polícia realiza buscas meticulosas em sua casa que duram setenta e um dias, sendo encerradas no dia 30 de abril; seu advogado, Ken Murray, vai à casa para recolher pertences de seu cliente quando este liga para ele da prisão e revela onde estão escondidas as fitas de vídeo com as gravações dos estupros e assassinatos: o teto do banheiro.
No dia 14 de maio Karla conclui os termos de sua delação e passa quatro dias sendo interrogada; no dia 18 Paul é formalmente acusado de dois assassinatos em primeiro grau e outros sete crimes nos casos Leslie e Kristen, pelos quais Karla é acusada de homicídio culposo: no dia 6 de junho o tribunal aprova seu acordo e ela é condenada a doze anos de prisão e o juiz determina a proibição de qualquer divulgação das provas então obtidas.
Acusado a 30 de março de 1994, Paul tem seu julgamento iniciado no dia 4 de maio sendo promotor Marion Boyd e juiz Patrick LeSage: ele se declara inocente de todos os crimes aos quais é acusado e o processo avança para a fase de argumentações; no dia 12 de dezembro seu advogado renuncia à causa, sendo substituído por John Rosen, que solicita alguns meses para se preparar. Em outubro daquele ano Karla revela sobre os ataques a Jane Doe, e que ela não havia mencionado anteriormente.
No dia 17 de novembro daquele ano o juiz LeSage determina o adiamento da escolha de jurados e determina o desaforamento para Toronto, enquanto as moções e argumentações persistem. O júri começa a ser selecionado, finalmente, no dia 1º de maio de 1995, com Paul repetindo a alegação de inocência. A escolha dos jurados termina no dia 5, sendo composto por oito homens e quatro mulheres; no dia 18 de maio a Coroa dá início à acusação; no dia 19 ocorre o  início do depoimento de Karla - ela sentará no banco de testemunhas por dezessete dias, até 15 de julho.
No dia 10 de agosto de 1995 mergulhadores encontram no Lago Gibson a serra usada para mutilar o corpo de Leslie Mahaffy; Paul depõe por seis dias, a partir do dia 15 daquele mês e em 28 de agosto as alegações finais têm lugar, terminando dois depois. No dia 31 o júri começa a deliberar, terminando no dia seguinte, quando concluem por sua culpa em todas as acusações.